# Mimacraea masindae
Mimacraea masindae är en fjärilsart som beskrevs av George Thomas Bethune-Baker 1913. Mimacraea masindae ingår i släktet Mimacraea och familjen juvelvingar. Inga underarter finns listade i Catalogue of Life.